# Hitra cesta H2
Die Hitra cesta H2 (slowenisch für ,Schnellstraße H2‘) war eine zwei- bis vierspurige slowenische Autostraße, die von der A1 bei Pesnica durch das Stadtgebiet von Maribor/Marburg führte, ehe sie bei Slivnica wieder auf die A1 sowie auf die A4 traf.
Seit 2009 ist die Autobahnumfahrung Maribor (A1) fertiggestellt. Seither wurde die H2 stark entlastet und der Reise- und Transitverkehr umfährt die Stadt.
Am 1. Januar 2020 wurde die H2 in ihrer gesamten Länge zur Regionalstraße 430 herabgestuft und ist seitdem von der Vignettenpflicht ausgenommen. Zwischen den Anschlussstellen Maribor-sever und Maribor-vzhod ist aber die Beschilderung der H2 verblieben.